# Buford Pusser

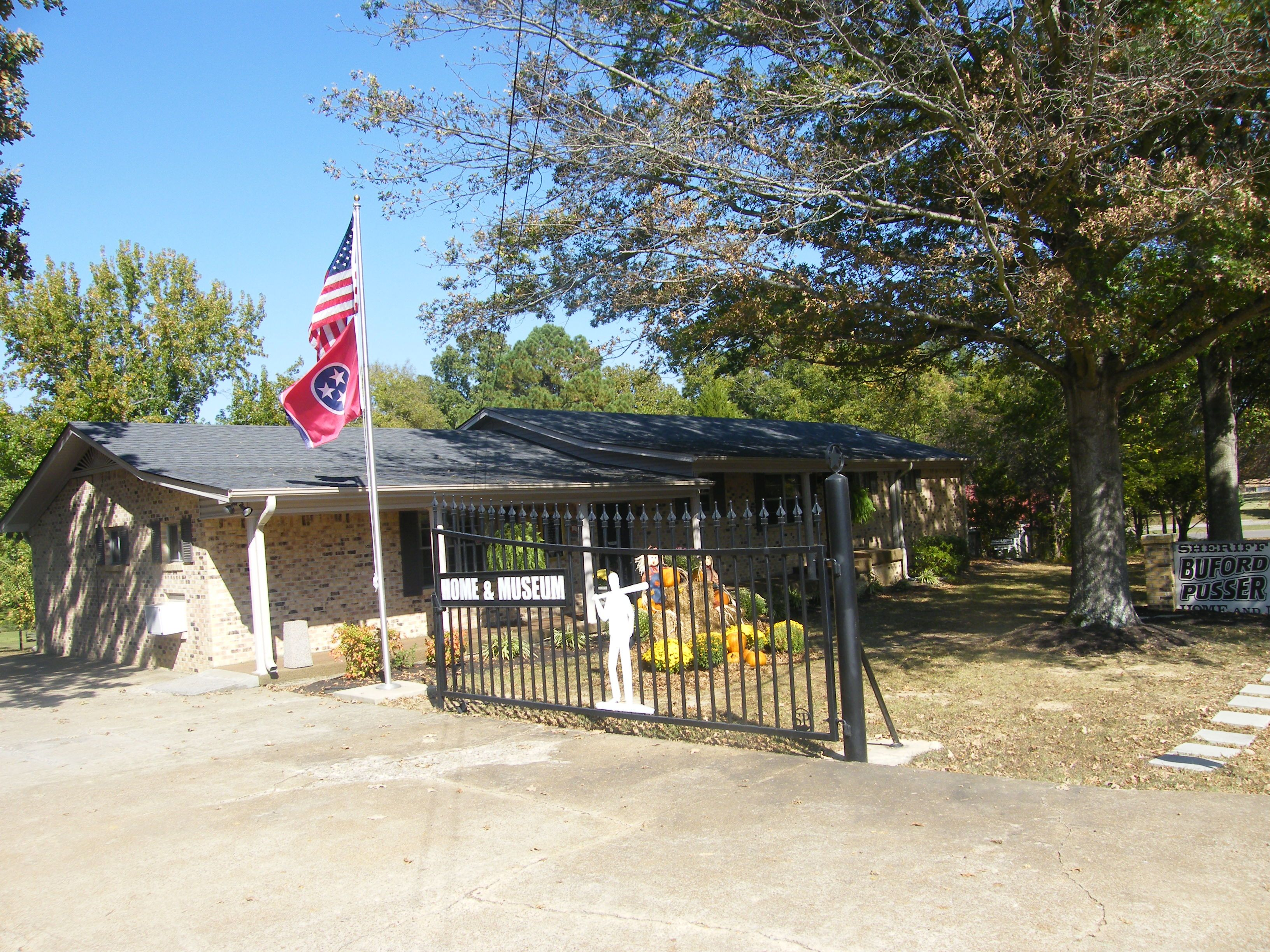
Dům a muzeum Buforda Pussera

Buford Hayse Pusser (12. prosince 1937 – 21. srpna 1974) byl šerif z McNairy County, Tennessee (ve West Tennessee), v letech 1964–1970. Pusser je známý svou soukromou válkou proti ilegální výrobě alkoholu, gamblingu a dalším neřestem na hranici Mississippi a Tennessee. Jeho příběh je přímou inspirací pro několik knih, filmů, dvou filmových remake (např. Kráčející skála) a přinejmenším jeden televizní seriál. V domě, kde bydlel před svou smrtí v roce 1974, bylo zřízeno Muzeum Buforda Pussera. Každý květen se v rodném Adamsville v Tennessee koná Buford Pusser Festival.

## Život a kariéra
Narodil se 12. prosince 1937 ve městě Finger, McNairy County, Tennessee. Jeho otec, Carl Pusser, byl šéfem policie v Adamsville, Tennessee a jeho matka byla Helen Pusser. Buford byl středoškolská fotbalová hvězda a také hráčem basketbalu. Byl to vysoký muž. Měřil 6 stop a 6 palců (1.98 m).
Ve věku 18 let se připojil k námořní pěchotě. Byl ale propuštěn, protože se u něj v průběhu výcviku objevilo astma. Navzdory tomu se z něj stal skvělý střelec již v průběhu základního výcviku. Poté se v roce 1957 odstěhoval do Chicaga a pracoval v Union Bag Co. v Chicagu také potkal svou budoucí ženu, Pauline. Svatba se konala 5. prosince 1959. V roce 1962 se Pusser vrátil se svou ženou do svého rodného města Adamsville. Sloužil v Adamsville jako šéf policie a konstábl od roku 1962 do 1964. V roce 1964 kandidoval na post šerifa v McNairy County, Tennessee a vyhrál. Tím se ve svých 25 letech stal nejmladším šerifem v státě Tennessee v historii. Jeho předchůdce, James Dickey, zemřel při autonehodě asi dva týdny před volbami v roce 1964. Jako šerif se zaměřil na kriminální živly v podobě Dixie Mafie a State Line Mob.
Jack Hathcock byl vysoce ceněným členem State Line Mob. Provozoval restauraci, motel a tančírnu The Shamrock poblíž Corinth, Mississippi. Restaurace byla otevřena v roce 1950 a poskytovala služby jako gambling a prostituce. The Shamrock byla známá svým násilným postojem a agresivitou proti zákazníkům, kteří si stěžovali na její křivé hry. Restaurace byla také kontaktním místem organizovaného zločinu, zejména pak pašeráctví. Veřejné záznamy ukazují, že Jack Hathcock byl zabit svou vlastní ženou, Louise, ačkoliv se tradovalo, že pravý vrah byl Carl Douglas "Towhead" White. White byl nechvalně známý vůdce State Line Mob. Louise u soudu tvrdila, že k vraždě došlo v sebeobraně a porota ji uvěřila. Nakonec se stala Whitovou manželkou.
Pusser přežil několik pokusů o atentát. 1. února 1966 se Louise Hathcocková pokusila zabít Pussera v průběhu vyšetřování loupeže v Shamrocku. Hathcocková vystřelila na Pussera ze skryté pistole kalibru .38. Pusser opětoval palbu a zabil Hathcockovou. 2. února 1967 byl Pusser postřelen třemi ranami blíže neidentifikovaným střelcem.
Jeho "válka" proti State Line Mob vygradovala a stala se osobní záležitostí. 12. srpna 1967 byl na něho spáchán další atentát, při kterém zahynula jeho žena Pauline, Pusser sám byl těžce zraněn. Označil Kirkseyho McCorda Nixe Jr. jako vůdce vrahů, ale Nix nebyl nikdy obviněn; byl zastřelen 4. dubna 1969 při pouliční přestřelce.
Pusser zastřelil Charlese Russella Hamiltona při zásahu 25. prosince 1968, kdy si jeho domácí stěžoval, že mu Hamilton vyhrožoval zbraní.
Pusser nemohl kandidovat na šerifa v roce 1970 kvůli tehdejším omezením. Jeho znovuzvolení v roce 1972 se také nepovedlo. Byl znovu zvolen jako konstábl v Adamsville majoritní většinou voličů. Jako konstábl sloužil další dva roky

## Smrt
Zemřel 21. srpna 1974, po návratu od Bing Crosby Productions, Memphis. Dříve toho dne zde podepsal smlouvu na práva k pokračování autobiografického filmu Walking Tall. Zemřel na zranění (nejspíše na zlomený vaz) utržená při autonehodě ve které jeho speciálně upravená Corvetta narazila na silniční násyp a on byl vymrštěn ven z vozidla. Corvetta poté začala hořet. Traduje se že někdo manipuloval s mechanizmem řízení což způsobilo neovladatelnost vozidla. Jiní věří že spojovací tyč řízení byla přeřezána. Vyšetřující policista a pozdější šerif v McNairy County Paul Ervin uvedl, že Corvetta byla natolik zničená požárem, že nebylo možné říci ani zda praskla pneumatika. Uvedl také, že automobil stále hořel, když dorazil na místo nehody.